# 修平科技大學
修平學校財團法人修平科技大學（英語：Hsiuping University of Science and Technology），簡稱修平科大，是一所在臺灣臺中市大里區的私立科技大學，共有13個系、4個研究所。創辦之初，以「樹德家政專科學校」為校名。2000年改制為技術學院，由於樹德技術學院（今樹德科技大學）已經以樹德為註冊校名，因而更名為「修平技術學院」，於2011年更名為修平學校財團法人修平科技大學。

## 沿革
1965年創辦人林湯盤（字修平）創辦該校，校名「樹德家政專科學校」於臺中市南區大慶街（現為臺灣大城社區），第1屆董事長為林湯盤。
1966年奉教育部准予立案「樹德家政專科學校」，並准設家政科、服裝設計科、營養科三科招收初級中等學校畢業之女生修業五年；首任校長林寶樹；頒布校訓「勤、慎、端、淑」。
1967年增設家庭工藝科。
1969年附設高級家政補習學校；將原有之家庭工藝科改為藝術科。
1970年改辦工業專科學校，更名為「樹德工業專科學校」，設機械工程科、化學工程科、工業管理科；家政專科學校原設各科全數停招。
1971年增設電機工程科、食品工程科；奉教育廳該校附設高級家政補習學校改為附設高級工業職業補習學校；重新頒布校訓，以「誠、正、精、新」取代家專時期的「勤、慎、端、淑」。
1972年將原有之工業管理科改為工業工程科。
1973年食品工程科停止招生。
1976年林寶琛繼任第4屆董事長。
1983年設立二年制專科夜間部工業工程科。
1986年自76學年度起，「工業工程科」改名「工業工程與管理科」。
1988年二年制專科夜間部增設化學工程科。
1989年二年制專科夜間部增設機械工程科。
1990年設立二年制專科日間部機械工程科。
1991年二年制專科日間部增設工業工程與管理科。
1992年林寶璘繼任校長；二年制專科夜間部增設電機工程科。
1994年增辦商業類科，增設二年制專科夜間部資訊管理科；校名因而改為「樹德工商專科學校」。
1995年林寶琮繼任校長；二年制專科日間部增設化學工程科、電機工程科、資訊管理科。
1997年林寶璘繼任第11屆董事長；附設專科進修學校工業工程與管理科及電機工程科。出售位於大慶街校地（座落於台中市南區樹子腳段1602.1603.1607.1609.1610等五筆地號土地）作為遷校基金。
1998年進專增設機械工程科。
1999年增設夜間部企業管理科、工業工程與管理科；奉教育部核定增設二年制在職專班機械工程科；奉教育部核定進專增設資訊管理科。
2000年改制為「修平技術學院」；增設日間部二年制機械工程系、工業管理系、電機工程系、資訊管理系；進修部機械工程系、工業管理系、電機工程系、資訊管理系；增設二技機械工程系汽車學程在職專班；增設應用外語科；進專增設企業管理科。
2001年遷校至臺中縣大里市的新校區，成立進修學院，增設二技工業管理系、資訊管理系；增設日間部四技機械工程系、工業管理系、電機工程系、資訊管理系暨進修部四技機械工程系、工業管理系、電機工程系、資訊管理系, 在職專班二技機械工程系；進專增設資訊管理科、應用外語科。
2002年增設四技化學工程系、應用外語系、金融與風險管理系暨二技資訊網路技術系；進修學院增設資訊網路技術系、應用外語系。
2003年增設二專企業管理科在職專班。
2004年增設企業管理系、管理科學系、資訊傳播系、資訊網路技術系、應用中文系；原化學工程系改為生化工程系；二技進修部企業管理系、應用外語系；進修學院增設電機工程系、企業管理系。
2005年增設電子工程系、行銷與流通管理系、應用日語系；生化工程系更名化學工程與生物科技系；工業管理系更名工業工程與管理系；應用外語系更名應用英語系；企業管理系更名國際企業經營系，在職專班二專企業管理科改名為在職專班國際企業經營科；金融與風險管理系更名財務金融系；進修學院增設資訊傳播系。
2006年管理科學系改名人力資源發展系；辦理95學年度增設產學攜手專班二專電機工程科、四技機械工程系；進修學院增設行銷與流通管理系。
2007年李星謙繼任校長；成立電機工程研究所、精密機械與製造科技研究所；辦理96學年度增設產學攜手專班二專國際企業經營科、二專電機工程科、四技機械工程系；進修學院資訊傳播系改名為數位媒體設計系。
2008年李星繼校長請辭，楊明恭副校長代理校長，後由鍾瑞國繼任校長；成立精實生產管理研究所、辦理97學年增設度產學攜手專班四技電機工程科、四技機械工程系；進修學院增設機械工程系、人力資源發展系。
2009年成立精實生產管理所；辦理98學年度產學攜手專班四技電機工程科、四技機械工程系。
2010年教育部核准改名科技大學准予籌備一年；辦理99學年度產學攜手專班二專電機工程科、四技機械工程系。
2011年辦理100學年度產學攜手專班四技電機工程科、四技機械工程系；林倉民繼任第15屆董事長；奉教育部核准於8月1日改名為修平學校財團法人修平科技大學。
2012年停招應用中文系。增設觀光與遊憩管理系、國際企業經營系國際會展與觀光休閒組、行銷與流通管理系休閒事業組；化學工程系改名能源與材料科技系。
2013年應用英語系、應用日語系及應用中文系改隸管理學院，應用語文學院解散。人力資源發展系改名人力資源管理與發展系，並增設碩士班。資訊網路技術系增設網路行銷科技組之分組。精實生產管理研究所改名工業工程與管理系精實生產管理碩士班、電機工程研究所改名電機工程系碩士班、精密機械與製造科技研究所改名機械工程系精密機械與製造科技碩士班。同年8月1日，再度調整學院系所架構：資訊網路技術系改隸工程學院、資訊管理系改隸管理學院、數位媒體設計系改隸屬人文與創意學院。資訊學院改名人文與創意學院。原管理學院之應用英語系、應用中文系、應用日語系皆改隸人文與創意學院。
2016年人文與創意學院改名觀光與創意學院。原管理學院觀光與遊憩管理系改隸觀光與創意學院。
2017年副校長鄧作樑繼任校長,停招能源與材料科技系。
2018年四技進修部增設電子工程系，應用英語系增設國際旅遊組分組；停招四技日間部應用財務金融系、進修專校資訊管理科。
2019年機械工程系增設智慧車輛組；進修學院增設應用英語系、應用日語系；進修專校停招國際企業管理科、電機工程科、機械工程科。
2020年陳建勝繼任校長。

## 校名沿革
- 1966年  樹德家政專科學校。樹德取自於林湯盤之父─林耀亭的別稱「樹德居士」
- 1970年  樹德工業專科學校
- 1994年  樹德工商專科學校
- 2000年  修平技術學院。修平取自於創辦人林湯盤的字「修平」
- 2011年  修平科技大學

## 歷任董事長
- 1~3任：林湯盤

- 4~10任：林寶琛

- 11~15任：林寶璘

- 15任~迄今：林倉民

## 歷任校長

### 樹德家政專科學校時期
- 林寶樹：1965年~1970年

### 樹德工業專科學校時期
- 林寶樹：1970年~1992年
- 林寶璘：1992年~1994年

### 樹德工商專科學校時期
- 林寶璘：1994年~1995年
- 林寶琮：1995年~2000年

### 修平技術學院時期
- 林寶琮：2000年~2007年
- 李星謙：2007年~2008年
- 楊明恭：2008年
- 鍾瑞國：2008年~2011年

### 修平科技大學時期
- 鍾瑞國：2011年~2017年
- 鄧作樑：2017年~2020年
- 陳建勝：2020年~2024年
- 陳美菁：2024年起

## 教學單位
| 工程學院 | 機械工程系 機械工程車輛組 精密機械與製造科技碩士班 | 工業工程與管理系(113年停招) 精實生產管理碩士班 |
| 工程學院 | 電機工程系 電機工程碩士班                          | 電子工程系                                     |

| 管理學院 | 資訊管理系                                    | 企業經營管理系 國際會展與觀光休閒組    |
| 管理學院 | 人力資源管理與發展系 人力資源管理與發展碩士班 | 行銷與流通管理系(113年停招) 休閒事業組 |

| 觀光與創意學院 | 觀光與遊憩管理系 | 數位媒體設計系 |
| 觀光與創意學院 | 應用英語系       | 應用日語系     |

| 博雅學院 | 學習中心 | 藝文中心 |
| 博雅學院 | 體育中心 |          |

| 國際學院 | 國際交流中心（页面存档备份，存于） |

## 歷年日間部師生比及新生註冊率
- 112學年度日間部學生人數2224，專任老師人數135，日間部師生比16.47（學生數/老師數）[2]
- 111學年度新生註冊率57.45%，112學年度新生註冊率57.89%，113學年度新生註冊率66.06%。

## 交通資訊

### 大眾工具
臺中市公車 3、7、41、158、248、249(含延)、280、284、285(含副)、286等路線。沿途經過臺中火車站、臺中高鐵站、一中商圈、臺中市區、大里市區、太平市區。

## 外部連結
- 修平科技大學 （页面存档备份，存于）
- 修平科技大學附設進修學院暨專科進修學校
- 修平太陽觀測站
- 大專校院校務資訊公開平台 （页面存档备份，存于）